# فاني ليون كورديرو
فاني ليون كورديرو (مواليد 15 أكتوبر 1920) قاضية وشاعرة إكوادورية. في عام 1947، أصبحت أول قاضية في الإكوادور. 

## سيرتها
درست الابتدائية في مدرسة ساجرادوس كورازونز دي كوينكا، وفي عام 1939 تخرجت من مدرسة بنينو مالو الثانوية في كوينكا، وكانت أول فتاة تتخرج من المدرسة كون أن المدرسة خاصة بالشباب.
حصلت على ميدالية الاستحقاق "خوان باوتيستا فاسكيز" ومنحة دراسية من بلدية كوينكا إلى الجامعة المركزية في الإكوادور .
في عام 1945، تخرجت ليون كورديرو من الجامعة في العلوم القانونية في المرتبة الأولى على دفعتها، وفي وقت لاحق، تمكنت من الحصول على درجة الدكتواره في الفقه القانوني. 

## حياتها
رشح قاضي محكمة العدل العليا أليخاندرو دافيلا كورديرو، ليون كورديرو لمنصب قاضٍ في مقاطعة سالسيدو، لتصبح أول قاضية في تاريخ الإكوادور في 17 أغسطس 1947، وشغلت هذا المنصب لمدة 31 عامًا وخلال تلك الفترة أكدت عملها على الأسباب التي أثرت على الأشخاص غير المحميين.
في المجال الأدبي، برزت موهبة ليون كورديرو الشعرية. وكانت أيضًا عضوًة في رابطة الكتاب المعاصرين في الإكوادور، وسميت فيما بعد مسابقة الشعر السنوية باسمها. 
في مارس 2004، حصلت ليون كورديرو على جائزة فالديفيا عن أعمالها الأدبية، التي قدمتها المنظمات النسائية في البلاد، بما في ذلك لجنة المرأة والطفل والأسرة في الكونغرس الوطني.
في مارس 2003، تم تكريمها من قبل رئيس محكمة العدل العليا أرماندو بيرميو.، وفي عام 2009، حصلت على جائزة خلال الاحتفالات بالذكرى التسعين لتأسيس سالسيدو.

## أعمالها
- " في أصوت النهر" ( En las voces del rio) [9]